# Estación de Mairie d'Issy
La estación de Mairie d'Issy (en español: ayuntamiento de Issy) es una estación del metro de París situada al sur de la capital, en la localidad de Issy-les-Moulineaux. Forma parte de la línea 12. 

## Historia
El 12 de julio de 1928, el consejo general de la Sena decidió extender el metro hacia las afueras de París. La línea A, reconvertida en línea 12, fue la encargada de alcanzar la comuna de Issy-les-Moulineaux con dos nuevas estaciones. Las obras, iniciadas en 1931, se desarrollaron sin dificultades hasta alcanzar el objetivo. El 24 de marzo de 1934, la nueva estación, que marca el final de la línea fue inaugurada.

## Descripción
A diferencia de otros terminales, la estación que se compone de dos andenes laterales ligeramente curvados y dos vías, una en cada sentido, no usa ni un andén central, ni un bucle de retorno, ya que los trenes son derivados a una zona de garaje para maniobrar y poner retomar la marcha. 
En su diseño muestra un aspecto clásico, con claro predominio de los azulejos blancos. Como obra de la compañía Nord-Sur, aún conserva en los zócalos de color marrón las siglas N y S entrelazadas.  En los años 90, la estación fue remodelada siguiendo el estilo Ouï-dire, en vigor desde los años 80, y que se manifiesta principalmente en el diseño curvado de las estructuras que iluminan la estación dotándole de una luminosidad característica que se ve reflejada sobre la bóveda y en la existencia de dos tipos de asiento, uno convencional y otro en el que solo es posible apoyarse.